# Bejtexhi
Dans l'Albanie ottomane, un bejtexhi (prononciation en albanais : [bejted͡ʒi] ; pl. : bejtexhinj [bejted͡ʒiɲ]) était un poète d'expression albanaise écrivant notamment des beïts au moyen de l'elifba (une adaptation de l'alphabet turc ottoman, lui-même dérivé de l'alphabet arabe,). Les bejtexhinj sont apparus en réponse au besoin de textes religieux en langue albanaise et comme un effet de la pression idéologique ottomane. Au cours de la première moitié du XVIIIe siècle, le genre se caractérise par des poèmes à majorité profane, tandis que pendant le reste du siècle et tout au long du XIXe siècle, les thèmes religieux gagnent en importance.
Les gouverneurs ont ouvert plusieurs écoles où les bejtexhinj employaient un albanais qui recourait à de nombreux emprunts de mots persans, turcs et arabes. Les poèmes de cette époque, très nombreux, comportaient généralement huit lignes. Nombre de leurs créateurs sont aujourd'hui des classiques de la littérature albanaise.

## Poètes
- Nezim Frakulla
- Muhamet Kyçyku (sq)
- Sulejman Naibi